# 福苑控股
福苑控股是香港一家中式酒樓飲食集團。福苑控股至今擁有多個品牌，包括金都海鮮酒家、經典廚房、龍閣及敍·龍閣。
1997年，福苑控股開設首家福苑海鮮酒家。2004年，福苑控股設另一品牌金都海鮮酒家，主攻酒席宴會市場。2018年，福苑控股首次申請上巿，當時擁有5個品牌，共開設9家分店。
其後，福苑控股分別在2019年9月、2020年4月及2020年10月再申請上巿。2020年10月申請上巿時，由富比資本有限公司擔任獨家保薦人。

## 已結業品牌
- 福苑海鮮酒家
- 舊墟茶居
- 順德經典

## 外部連結
- 福苑控股